# フェラッカ
フェラッカあるいはファルーカ（英語: felucca、アラビア語: فلوكة）は、紅海やマルタ近海を含む地中海東部で使用される伝統的な木造の帆船。特にナイル川流域のエジプト、スーダン、イラクで使用される。帆装は多くは1本あるいは2本のマストとラテンセイルで構成される。
2,3人の船員で、10人の乗客を運ぶことが可能である。モーターボートやフェリーの登場で帆船は時代遅れになりつつあるが、アスワンやルクソールといったナイル川流域の都市では、フェラッカは現在も有効な交通手段として利用されている。モーターボートと比較して、フェラッカは静かで穏やかであるため観光客からの人気も高い。

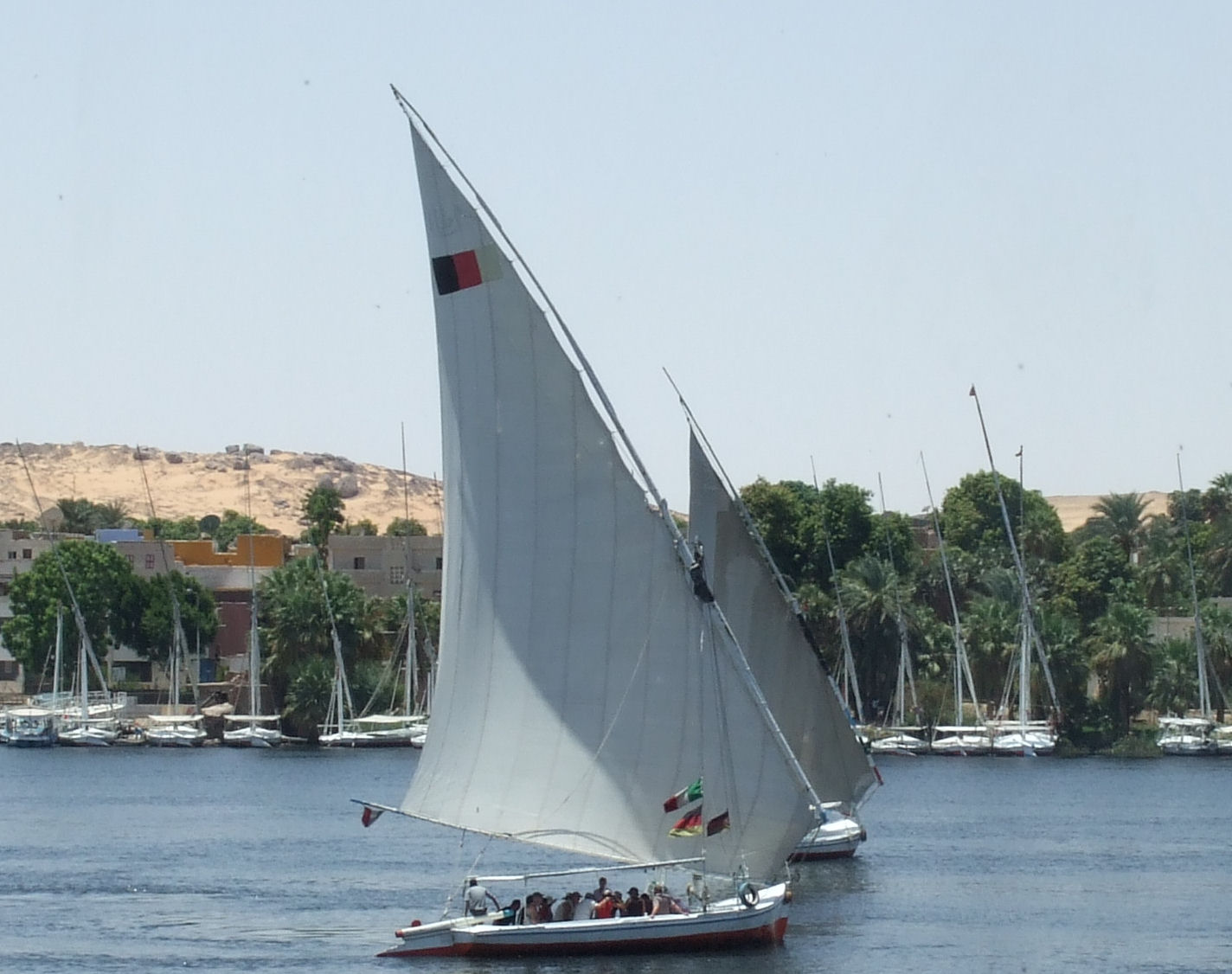
アスワンのフェラッカ
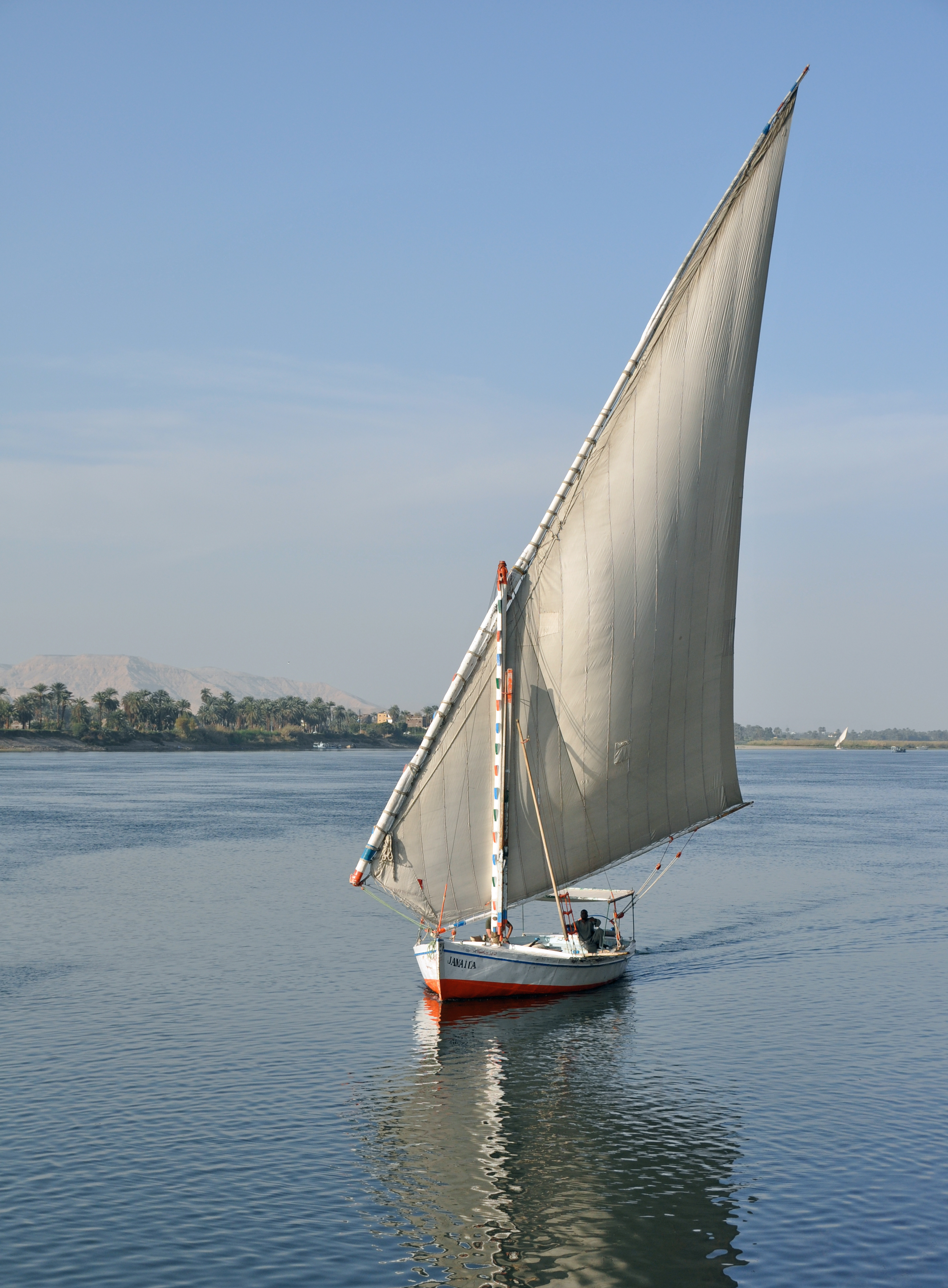
ルクソールのフェラッカ
フェラッカの帆装図

## サンフランシスコ船団

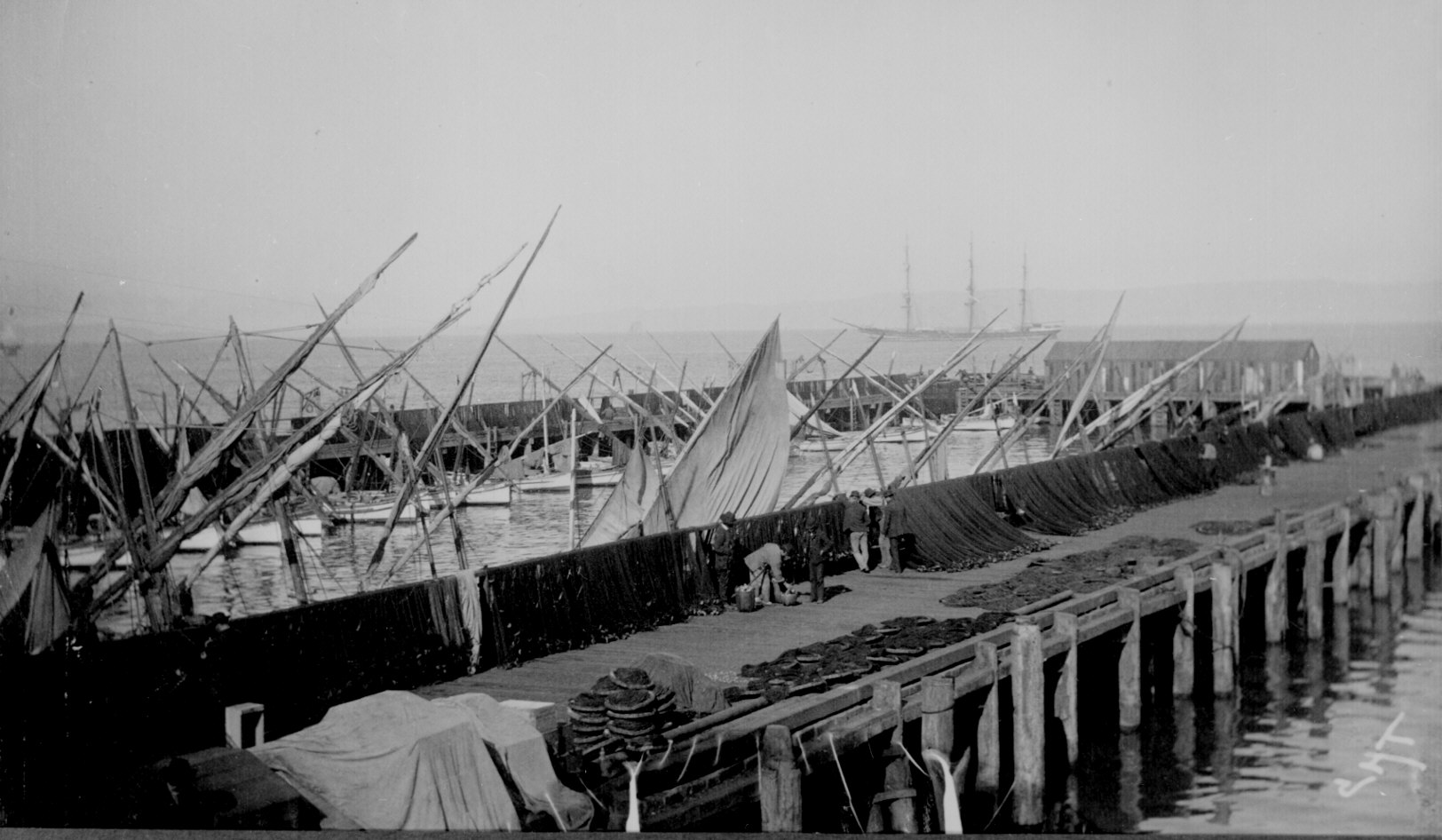
フィッシャーマンズワーフのフェラッカ（1891年）

1884年のフィッシャーマンズワーフ建設に前後して、多くのフェラッカがサンフランシスコの港湾に集まった。軽くて小さく操作が容易なフェラッカは、サンフランシスコ湾における漁船団の中心的な役割を果たした。ジョン・ミューアによると、それらの船は2本の曲がったマストが特徴で、大きなラテンセイルが張られていたという。